# Ponte Yangluo
Il Ponte Yangluo (in cinese 武汉阳逻长江大桥 S), è un ponte sospeso che attraversa il Fiume Azzurro nella città di Wuhan, nella provincia di Hubei, nella Cina orientale. La sua campata principale ha una luce di 1280 metri, analoga a quella del Golden Gate Bridge, che lo colloca tra i ponti sospesi con maggiore luce al mondo.

## Storia

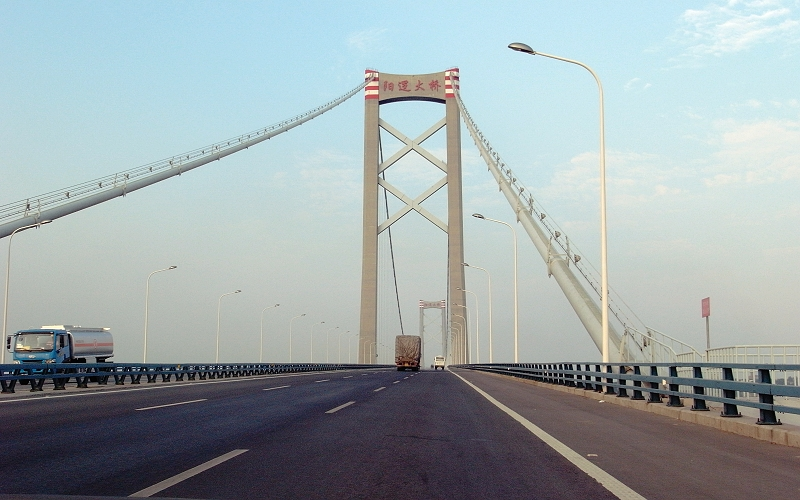
Le carreggiate del ponte Yangluo

Iniziato a costruire nel novembre 2003 e inaugurato il 26 dicembre 2007, il ponte Yangluo è il quinto ponte ad essere stato costruito sul Fiume Azzurro nella città di Wuhan dopo il ponte di Wuhan, costruito nel 1957 e rimasto per decenni l'unico attraversamento del Fiume Azzurro della città, il secondo ponte di Wuhan inaugurato nel 1995, il ponte Baishazhou del 2000 e il ponte Wuhan Junshan del 2001, e il primo ponte sospeso. La sua costruzione è costata circa 2 miliardi di yuan, equivalenti a 240 milioni di dollari americani.
È situato circa 30 km a valle rispetto al centro di Wuhan e prende il nome dal quartiere residenziale di Yangluo nel distretto di Xinzhou.

## Descrizione
Il ponte Yangluo è il primo ponte sospeso ad essere stato costruito sul Fiume Azzurro a Wuhan. È lungo complessivamente 2725 metri comprese le rampe di accesso, mentre il ponte vero e proprio è costituito da una campata verso nord di 250 metri, una campata centrale di 1280 metri e una campata verso sud da 440 metri. Mentre l'impalcato delle due campate esterne poggia su una serie di piloni in calcestruzzo armato, la campata centrale è sospesa a due cavi principali del diametro di 83 cm composti da 154 corde a loro volta formate da 127 fili d'acciaio di 5,25 mm di diametro. I cavi principali sono collegati a due torri di ancoraggio in calcestruzzo armato alte 164 metri (la torre nord) e 168 metri (la torre sud). La luce di 1280 metri della campata principale è la medesima del celebre Golden Gate Bridge e colloca il ponte Yangluo tra i ponti sospesi con maggiore luce al mondo.
L'impalcato stradale ospita 6 corsie, 3 per senso di mancia, dell'autostrada G4201 ed è stato progettato per consentire ai veicoli di percorrerlo ad una velocità di 120 km/h. L'impalcato è largo complessivamente 38 metri e spesso 3 e si trova 24 metri al di sopra del massimo livello navigabile del fiume.